# Clazziquai
Clazziquai (hangul: 클래지콰이), även kända som Clazziquai Project, är ett sydkoreanskt fusionband bildat 2001.
Gruppen är en trio bestående av de två manliga medlemmarna DJ Clazzi och Alex Chu, samt den kvinnliga medlemmen Horan.

## Biografi
Bandet debuterade 2001, men blev inte känt förrän det gjorde soundtracket till den koreanska hitdramaserien My Lovely Samsoon, 2005. De har samarbetat med flera kända asiatiska artister, som till exempel M-flo, Loveholic, Epik High, Fantastic plastic machine. 2008 släppte Alex Chu sitt första soloalbum My Vintage Romance, det var ett album som skulle skilja hans musik från det elektriska popsoundet från clazziquai till en mer romantisk skiva full med budskap om kärlek och låtar om hur man dansar. I november 2008 släppte bandet en pre-release på sin nya låt Electronics, och återigen har Dj Clazzi bidragit med en ny genre till bandets redan flerinspirerade musik.

## Medlemmar
| Artistnamn   | Artistnamn | Födelsenamn   | Födelsenamn | Födelsedatum     |
| Romanisering | Hangul     | Romanisering  | Hangul      | Födelsedatum     |
| ------------ | ---------- | ------------- | ----------- | ---------------- |
| DJ Clazzi    | DJ 클래지  | Kim Sung-hoon | 김성훈      | 15 november 1974 |
| Horan        | 호란       | Choi Soo-jin  | 최수진      | 5 juli 1979      |
| Alex Chu     | 알렉스     | Chu Hun-gon   | 추헌곤      | 2 september 1979 |

## Diskografi

### Album
| Albuminformation                                              | Topplacering          |
| Albuminformation                                              | Sydkorea (Gaon Chart) |
| ------------------------------------------------------------- | --------------------- |
| Insant Pig (Studioalbum) - Släppt: 14 maj 2004                | —                     |
| Color Your Soul (Studioalbum) - Släppt: 22 september 2005     | —                     |
| Love Child of the Century (Studioalbum) - Släppt: 7 juni 2007 | —                     |
| Mucho Musica (Studioalbum) - Släppt: 1 juli 2009              | —                     |
| Blessed (Studioalbum) - Släppt: 5 februari 2013               | 8                     |
| Blink (Studioalbum) - Släppt: 18 september 2014               | 16                    |
| Travellers (Studioalbum) - Släppt: 20 september 2016          | 16                    |

### Singlar
| År   | Titel                                  | Topplacering          |
| År   | Titel                                  | Sydkorea (Gaon Chart) |
| ---- | -------------------------------------- | --------------------- |
| 2004 | "Novabossa"                            | —                     |
| 2004 | "After Love"                           | —                     |
| 2004 | "Sweety"                               | —                     |
| 2004 | "Come to Me"                           | —                     |
| 2005 | "Fill This Night"                      | —                     |
| 2005 | "Dancing"                              | —                     |
| 2006 | "Love Mode"                            | —                     |
| 2007 | "Lover Boy"                            | —                     |
| 2007 | "Last Tango"                           | —                     |
| 2007 | "In the Middle of Life"                | —                     |
| 2007 | "Robotica"                             | —                     |
| 2008 | "Beat In Love"                         | —                     |
| 2008 | "Flea"                                 | —                     |
| 2008 | "Electronics"                          | —                     |
| 2009 | "The World of Oz"                      | —                     |
| 2009 | "Love Again"                           | —                     |
| 2009 | "Tell Yourself"                        | —                     |
| 2009 | "Ping"                                 | —                     |
| 2009 | "La La La"                             | —                     |
| 2013 | "Can't Go On My Own" (med Kim Jin-pyo) | 36                    |
| 2013 | "Sweetest Name"                        | 38                    |
| 2013 | "Love Recipe"                          | 24                    |
| 2013 | "Blessed"                              | —                     |
| 2014 | "Love Satellite"                       | —                     |
| 2014 | "Madly"                                | —                     |
| 2014 | "Still I'm by Your Side"               | —                     |
| 2014 | "Call Me Back" (med Baechigi)          | —                     |
| 2014 | "Crave You"                            | —                     |
| 2014 | "Android"                              | —                     |
| 2016 | "I'm Curious"                          | —                     |
| 2016 | "Speak of Love"                        | —                     |

### Soundtrack
| År   | Titel                 | Topplacering          | Drama/Film             |
| År   | Titel                 | Sydkorea (Gaon Chart) | Drama/Film             |
| ---- | --------------------- | --------------------- | ---------------------- |
| 2003 | "Play Girl"           | —                     | Good People            |
| 2004 | "Novabossa"           | —                     | Chocolate Post Office  |
| 2004 | "By the Sea"          | —                     | Heong-bu Hurt His Head |
| 2005 | "Be My Love"          | —                     | My Lovely Sam Soon     |
| 2005 | "Stepping Out"        | —                     | April Snow             |
| 2010 | "Lazy Sunday Morning" | —                     | Le Petit Nicolas       |